# St. Katharinen (Halberstadt)

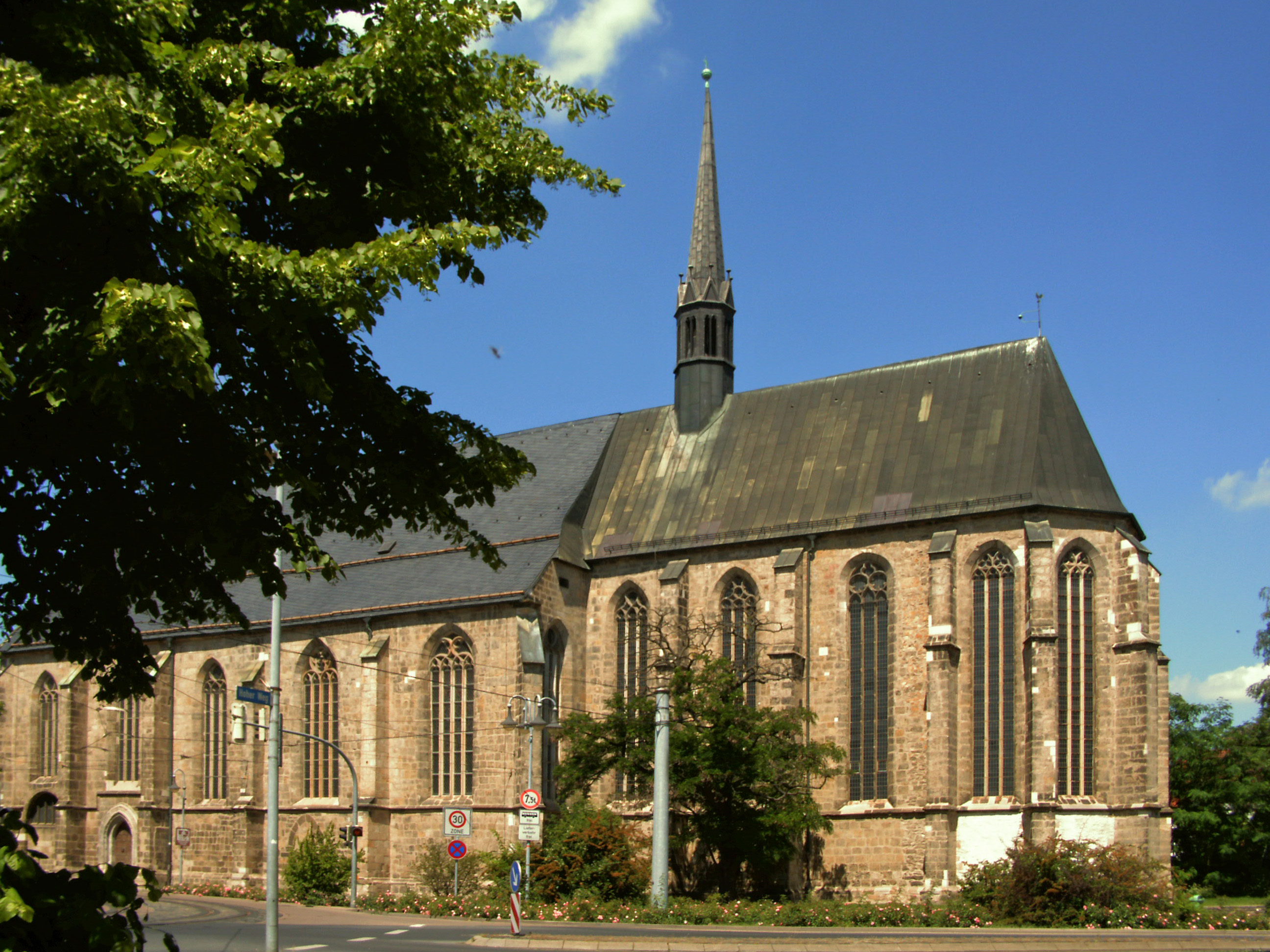
St. Katharinen

St. Katharinen, vollständig St. Katharina u. Barbara, ist eine römisch-katholische Kirche in Halberstadt, der Kreisstadt des Landkreises Harz in Sachsen-Anhalt. Von ihrer Errichtung im 13. Jahrhundert bis zur Säkularisation 1810 war sie Klosterkirche des Dominikanerklosters St. Katharinen. Heute ist sie Pfarrkirche der Pfarrei St. Burchard im Bistum Magdeburg.

## Geschichte
Bereits 1224, nur drei Jahre nach dem Tod des Ordensgründers Dominikus, genehmigte Bischof Friedrich II. von Halberstadt die Gründung des Halberstädter Dominikanerkonvents. 1231 erwarben die Dominikaner in Halberstadt einen Hof, um dort ein Kloster zu gründen. Die ersten Ordensbrüder kamen wahrscheinlich aus dem Pauluskloster in Hildesheim. 1240 war das Kloster fertiggestellt, im Herbst 1242 konsekrierte Bischof Meinhard von Kranichfeld die Klosterkirche.
Einer ersten Blütezeit des Klosters machten die Reformation und die Pest ein Ende. 1550 bestand der Konvent nur noch aus zwei Mönchen, 1565 folgte das Ende durch die Pest. Im Jahr darauf trat mit Heinrich Julius der erste protestantische Administrator die Herrschaft im Bistum an. Das verwaiste Katharinenkloster wurde dem nun bikonfessionellen Domkapitel unterstellt und in eine Schule umgewandelt. 
Im Verlauf des Dreißigjährigen Krieges kam 1628 mit Leopold Wilhelm von Österreich wieder ein katholischer Bischof zur Herrschaft, der sich in seinen zahlreichen Bistümern um Rekatholisierung bemühte. Noch im selben Jahr wurde das Katharinenkloster an die Dominikaner zurückgegeben und mit zunächst zwei Dominikanern aus dem Hl.-Kreuz-Kloster in Osnabrück wiederbesiedelt. Unterbrochen nur durch die Zeit der schwedischen Besetzung 1632–1637 blieb das Katharinenkloster auf der Grundlage der Normaljahrsregelung des Westfälischen Friedens auch in preußischer Zeit bestehen. Bis zur Säkularisation wirkten die Dominikaner durch Liturgie, Predigt und Seelsorge für die kleine römisch-katholische Ortsgemeinde sowie in die protestantische Umwelt und in die brandenburgische Diaspora. Bedeutendster Prior in dieser Zeit war Raimund Bruns.
Nach der letzten Blütezeit des Klosters im 18. Jahrhundert wurde es unter napoleonischer Herrschaft am 1. Dezember 1810 aufgelöst (säkularisiert) und ging in Staatseigentum über. Die Konventsgebäude wurden als Lager und Fabrik genutzt. Die dem Kloster inkorporierte katholische Pfarrei blieb auch nach der Auflösung des Klosters weiter bestehen. 1867 wurde das Dekanat Halberstadt gegründet, ihm wurde die Pfarrei Sankt Katharina und Sankt Barbara angeschlossen.
1910 wurden die ehemaligen Konventsgebäude von der Pfarrgemeinde gekauft und von 1920 bis 1923 umgebaut. Von 1920 bis 2024 beherbergten sie einen Konvent der Karmelitinnen vom Göttlichen Herzen Jesu sowie Kinderkrippe, Kindergarten und Heimstätte für behinderte Kinder und Jugendliche.
2006 wurde der Gemeindeverbund Halberstadt – Adersleben – Gröningen gegründet, zu dem von da an die Pfarrei St. Katharina u. Barbara in Halberstadt gehörte. Damals gehörten zur Pfarrei St. Katharina u. Barbara rund 440 Katholiken.
Am 18. Oktober 2009 entstand aus dem Gemeindeverbund Halberstadt – Adersleben – Gröningen die heutige Pfarrei St. Burchard in Halberstadt, zu der neben der St.-Katharinen-Kirche in Halberstadt auch die St.-Andreas-Kirche in Halberstadt, die St.-Nikolaus-Kirche in Adersleben und die St.-Liborius-Kirche in Gröningen gehören. Die Pfarrei St. Katharina u. Barbara wurde in diesem Zusammenhang aufgelöst. Bis zur Auflösung der Dekanatsstrukturen im Bistum Magdeburg am 31. August 2023 gehörte die Kirche zum Dekanat Halberstadt.

## Architektur

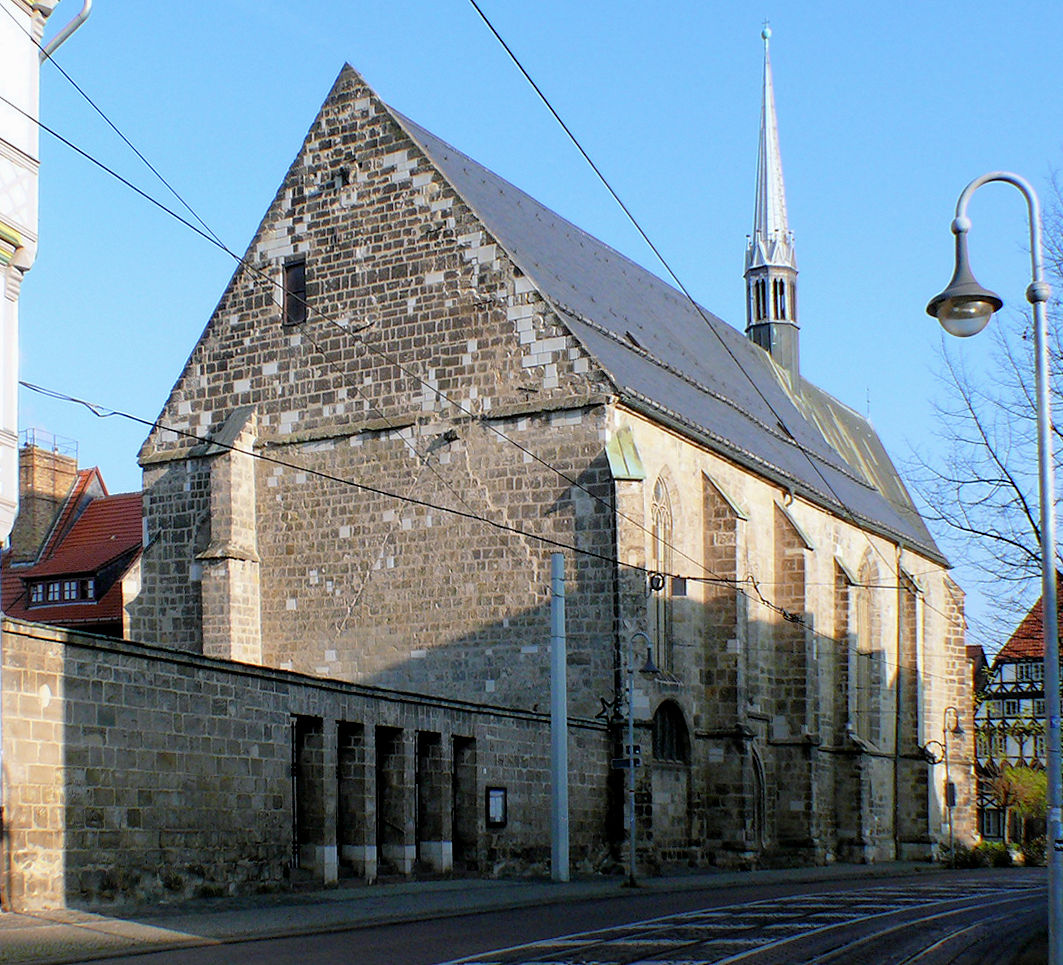
Ansicht von Südwesten

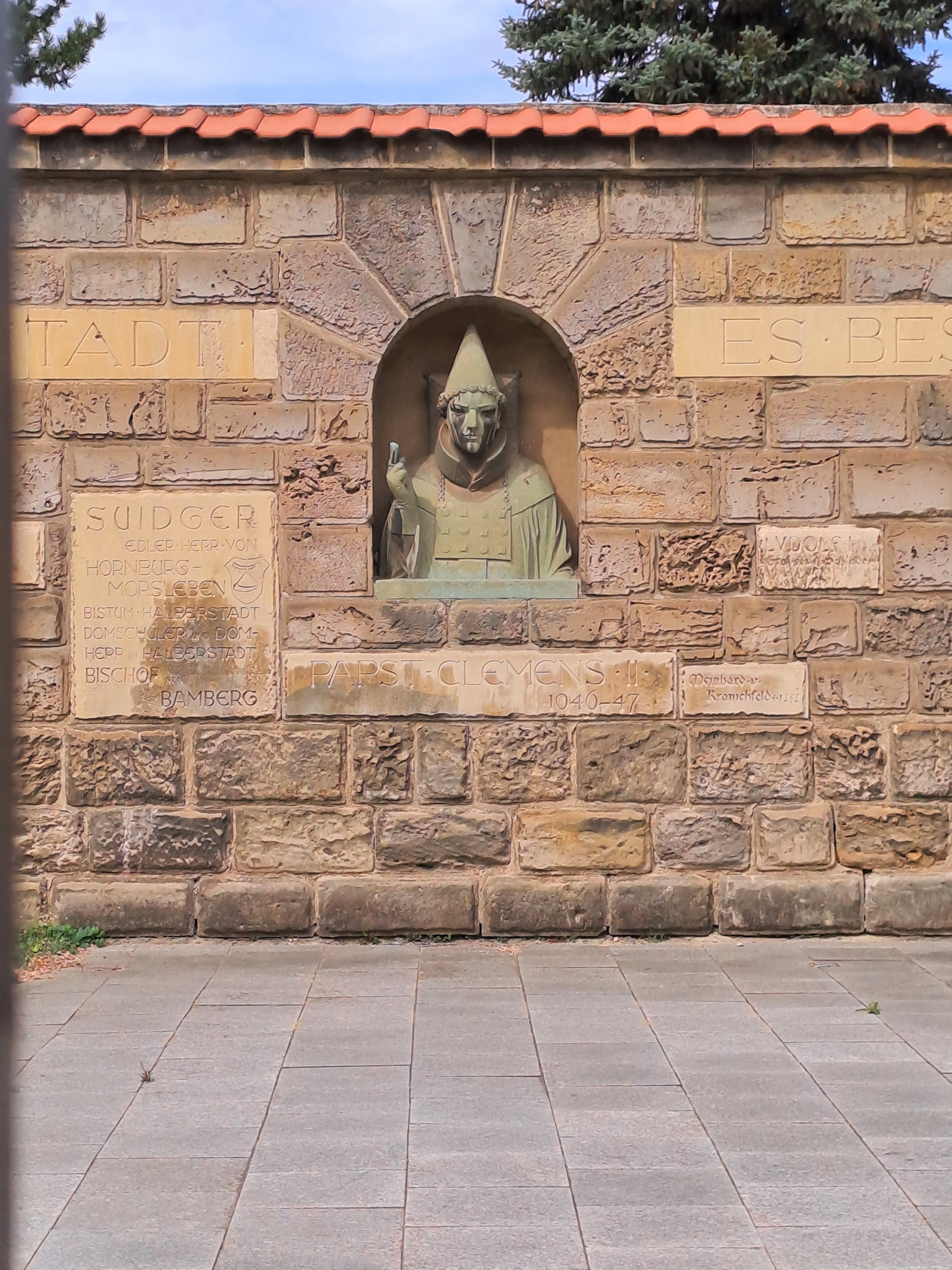
Papst Clemens II. an der Halberstädter Bischofswand

Die St.-Katharinen-Kirche wurde 1360 vollendet, enthält aber ältere Teile. Als turmlose gotische Hallenkirche mit langem Chor entspricht sie dem Typus der Bettelordenskirchen. Das dreischiffige Langhaus umfasst fünf Joche mit vierbahnigen Maßwerkfenstern. Der dreijochige Chor schließt polygonal und trägt einen schlanken Dachreiter. Die Kreuzgratgewölbe sind nur im Chor erhalten; das Langhaus hat eine moderne Kassettendecke. In den östlichen Langhausjochen fallen die noch romanischen Rundbögen zwischen Mittel- und Seitenschiffen auf.
Im Vorhof der Kirche an der sogenannten „Halberstädter Bischofswand“, die der Paderborner Dombaumeister Kurt Matern (1884–1968) gestaltet hat, befindet sich eine Büste von Papst Clemens II. Clemens wird dort ebenso wie auf der Grabfigur in Bamberg mit einem Rationale mit Brustschild dargestellt, einem hochmittelalterlichen Würdezeichen für Bischöfe.

## Ausstattung
Im 18. Jahrhundert erhielt die Kirche eine reiche Barockausstattung, die zuletzt in den 1980er Jahren restauriert wurde. Bemerkenswert ist der viergeschossige Hochaltar mit aufwendigem Schnitzwerk und zahlreichen Engel- und Heiligenfiguren, darunter dominikanische Heilige sowie die Kirchenpatronin Katharina und die Nebenpatronin Barbara.

### Orgel
Die Orgel wurde vermutlich von dem Orgelbauer Wilhelm Bergen (Halberstadt) um das Jahr 1873 erbaut. Das Barockgehäuse stammt von der Vorgängerorgel. Das Instrument hat 26 Register auf zwei Manualen und Pedal. Die Spiel- und Registertrakturen sind mechanisch.
| I Hauptwerk C–f3 |              |       |
| 1.               | Pommer       | 16′   |
| 2.               | Principal    | 8′    |
| 3.               | Weidenpfeife | 8′    |
| 4.               | Gedackt      | 8′    |
| 5.               | Oktave       | 4′    |
| 6.               | Spitzflöte   | 4′    |
| 7.               | Quinte       | 2 ⁄3′ |
| 8.               | Nachthorn    | 2′    |
| 9.               | Oktave       | 2′    |
| 10.              | Mixtur IV-VI |       |
| 11.              | Trompete     | 8′    |

| II Oberwerk C–f3 |                 |       |
| 13.              | Gedackt         | 8′    |
| 14.              | Quintade        | 8′    |
| 15.              | Prinzipal       | 4′    |
| 16.              | Rohrflöte       | 4′    |
| 17.              | Waldflöte       | 2′    |
| 18.              | Sesquialtera II |       |
| 19.              | Spitzquinte     | 1 ⁄3′ |
| 20.              | Sifflöte        | 1′    |
| 21.              | Cymbel III      |       |

| Pedal C–d1 |              |        |
| 22.        | Prinzipalbaß | 16′    |
| 23.        | Subbaß       | 16′    |
| 24.        | Gedacktbaß   | 8′     |
| 25.        | Choralbaß    | 4′+ 2′ |
| 26.        | Mixtur VI    |        |
| 27.        | Posaune      | 16′    |

- Koppeln: II/I (Nr. 12), I/P (Nr. 28)